# Museu Paulista de Antiguidades Mecânicas
Museu Paulista de Antiguidades Mecânicas, também conhecido como Museu Roberto Lee, foi o primeiro museu de automóveis antigos no Brasil, fundado por Roberto Eduardo Lee em 1963 em São Paulo e transferido para Caçapava em 1964, onde permaneceu até o seu fechamento em 1993 e reaberto na mesma cidade em 2017.
O acervo do museu contém veículos raros e famosos, como o Tucker Torpedo 1948 e o Ford Maverick 1973 da Primeira Raid da Integração Nacional.

## História

### Roberto Lee e sua paixão por automóveis
Roberto Eduardo Lee, nasceu na cidade de São Paulo em 1934. Seu interesse por automóveis antigos surgiu na sua adolescência. Em 1948, aos 14 anos de idade, com a ajuda de alguns amigos, adquiriu o seu primeiro automóvel: Fiat 1926 de 7 lugares. Tempos depois, ele adquiriu outros veículos, alguns destes considerados raros, principalmente, o Hispano-Suiza 1911 Afonso XIII, que estava em um estado precário e que foi restaurado, um Talbot 1922 e um Turcat Méry de 1903. Na companhia de outros admiradores por carros antigos, Roberto Lee percorria o Brasil em busca de automóveis para sua coleção, contribuindo para criar a fundação das bases do antigomobilismo no Brasil.

### Criação do Museu
Em 1963, surge oficialmente o Museu Paulista de Antiguidades Mecânicas, instalado na rua Tuiuti, na cidade de São Paulo. No mesmo ano, o governo do Estado de São Paulo considerou o local como utilidade pública por meio do Decreto-Lei nº 42.252, devido a importância do acervo do museu. Desta forma, Roberto Lee foi o primeiro colecionador a fundar oficialmente um museu de automóveis antigos para visitação pública no Brasil.
Em 1964, o museu foi transferido para a Fazenda Esperança, propriedade da família de Roberto Lee, localizada na cidade de Caçapava, na região do Vale do Paraíba, no interior de São Paulo. Na fazenda, o acervo foi abrigado em prédios centenários onde antes funcionava uma fabrica de amido. O prédio principal foi convertido em um salão de exposições, com os veículos prontos e os mais representativos em um local com 800 m². No salão, estavam expostos cerca de 53 veículos, consideradas como verdadeiras obras de arte da indústria automotiva, incluindo motores automotivos e motores de aviões, bombas de combustíveis, coletes de radiadores, miniaturas e uma locomotiva alemã sem restauração.
Em seus anos áureos, o museu chegou a receber 250 visitantes por semana.

### O abandono do Museu
O Museu Paulista de Antiguidades Mecânicas ficou praticamente abandonado com a morte de Roberto Lee em 1975. Seu pai, Fernando Lee, manteve o museu sob seus cuidados, com o nome Museu Roberto Lee, permanecendo na Fazenda Esperança. O tombamento do museu pelo Conselho de Defesa do Patrimônio Histórico, Arqueológico, Artístico e Turístico do governo do Estado de São Paulo, o Condephaat, ocorreu em 1982. Com o falecimento de Eduardo Lee, o museu foi fechado definitivamente em 1993. Em consequência ao seu fechamento, o acervo não só perdeu alguns veículos do acervo como um raro Renault tipo AX de 1906, um Rolls Royce Silver Ghost (encarroçado em 1921 no Brasil), ambos os veículos foram cedidos ao museu e resgatados pelos respectivos donos, além de outros veículos vendidos, como ficou em estado de abandono, tendo alguns dos veículos e parte do acervo sofrendo vandalismo e furtos de peças.

### Recomeço do Museu Paulista de Antiguidades Mecânicas
Após várias negociações com os herdeiros de Roberto Lee, todo o acervo do Museu Paulista de Antiguidades Mecânicas, foi doado para o Município de Caçapava em 2011. O acervo foi levado e permanece em exposição no Centro Educacional, Cultural e Esportivo - "José Francisco Natali", sede da Secretaria da Cultura do Município de Caçapava.
Em virtude da importância e da história do museu e de Roberto Lee, o Governo Federal declarou a cidade de Caçapava como Capital Nacional do Antigomobilismo em 2016.
O atual acervo do museu é formado por 40 veículos, motores, bombas de combustíveis de 1920, quadros de épocas, documentos, objetos, além de outros itens do automobilismo.
Na tentativa de promover o Museu e o acervo, foram realizados alguns eventos pontuais com clubes de colecionadores de automóveis da região, entusiastas e admiradores de veículos antigos como o 'Festival Roberto Lee', realizado em 2013, em comemoração aos 50 anos do museu. Houve também a busca e realização de parcerias na restauração e recuperação dos veículos do acervo como o Ford Maverick 1973 do Raid de Integração Nacional, além da doação de veículos ao acervo como o Toyota Paseo 1993, de propriedade do cartunista Maurício de Sousa.
Em 2017, o museu foi reaberto ao público, ainda no Centro Cultural de Caçapava, com um acervo permanente, recebendo visitas agendadas.

## Acervo
O Museu Paulista de Antiguidades Mecânicas conta com em seu acervo os seguintes veículos e itens:
- Kaiser Henry J Corsair Deluxe 1952
- Cadillac Coupe 1950
- Cadillac Coupe 1952
- Cadillac Eldorado 1956
- Cadillac Fastback 1949
- Cadillac Fleetwood 1954
- Cadillac Fleetwood 1954 (verde)
- Cadillac Sixty Special 1941
- Cadillac 1929 'Pick-Up'
- Buick Roadmaster 1941
- Buick 1918
- Studebaker Commander 1938
- Studebaker President 1957 (tendo somente dois exemplares existentes)
- Packard One Twenty 1940
- Packard Sport Roadster Dietrich 1931
- Packard 6-45 Limousine 1929
- Packard Eight Phaeton 1927
- Packard One Twenty Phaeton 1939 (veículo usado para conduzir a Rainha Elizabeth, em visita ao Brasil em 1968, tendo como motorista Roberto Lee)
- Alfa Romeo Coloniale Torpedo 1939
- Alfa Romeo BP-3 Monoposto 1932
- Fiat 1100 1946
- Fiat Touring 1949
- Delege D6 70 1938
- Cord 810 1937
- Graham Hollywood 1940
- Ford Maverick SL 1973 (Raid de Integração Nacional)
- Ford Deluxe 1938
- Vauxhall Velox 1952
- Tucker Torpedo 1952 (único modelo na América Latina e um dos poucos modelos fora dos EUA).
- Pontiac Sedan 1939
- Hupmobile Six 1938 (único exemplar na América Latina, pertencendo ao último ano de produção da marca)
- Henry 1951
- Talbot Sport 1924
- Simca Chambord 1963
- Singer 1500 1952
- Chevrolet Fleetline 1950
- Chevrolet Deluxe 1937
- Toyota Paseo 1993
- Trator MAN 1956
- Chassi Delage D6 75 1937
- Chassi Rolls Royce 1924

## Destaques do Acervo

#### Tucker Torpedo 1948
O carro Tucker Torpedo nasceu dos sonhos do Americano Preston Tucker, que tinha como objetivo projetar e produzir o melhor automóvel já existente. Viu no cenário pós-guerra o momento perfeito para lançar um modelo novo e diferenciado, com o motor na parte traseira e o porta-malas na frente, com três faróis e um sistema de segurança inovador, com cinto e para-brisa que saltava para frente em caso de acidentes. Preston Tucker buscou apoio junto a inúmeros sócios investidores para tirar o projeto do papel. Depois de muita insistência e de diversas recusas, conseguiu o apoio de um investidor, criando a Tucker Corporation, em Chicago, e começou a produção dos seus automóveis. Ao longo do processo de produção, Tucker sofreu diversos boicotes de materiais, falsas acusações, respondeu a processos e acabou conseguindo construir apenas 51 modelos, antes que a Tucker Corporation fosse efetivamente fechada.
O modelo existente no acervo do Museu Paulista de Antiguidades Mecânicas é o 1035, produzido em 1948, sendo o único que chegou a andar em solo brasileiro. O automóvel chegou ao Brasil através de Jaime Gantmains, um homem que acreditava tanto no sucesso dos carros Tucker que chegou a montar uma distribuidora da marca no Brasil. Porém, quando a Tucker Corporation fechou nos Estados Unidos, Jaime Gantmains acabou fechando sua distribuidora e herdando muitas dívidas. Como tentativa de diminuir seu prejuízo, Sr. Gantmains em conjunto com a Igreja Nossa Senhora Auxiliadora, promoveram uma rifa vinculada ao sorteio da loteria federal, onde o Tucker seria o grande prêmio. A rifa foi adiada por diversas vezes e o sorteio oficial só foi acontecer mais de um ano depois. Após o episódio da rifa, o Tucker foi parar nas mãos do casal Micolas Hientgen e Suzanne Becker Hientgen. Com a morte de seu marido em 1951, Suzanne tomou a iniciativa de vender o carro para seu amigo José Fiadi e seu filho Ari Fiadi que era um assíduo frequentador do autódromo de Interlagos e nas rodas de conversas com os amigos, comentava bastante sobre o Tucker que havia comprado, o que acabou despertando o interesse do jovem Joseph Molitor, um luxemburguês que morava no Brasil desde 1946, levava uma vida de play boy e se interessava por carros e alta velocidade.
Em 1952, o Sr. Molitor apresentou para a família Fiadi muitas propostas para comprar o Tucker. No início eles estavam decididos a continuar com o carro, mas depois de muita insistência acabaram aceitando a proposta do Jovem. Joseph Molitor viveu muitas aventuras com o seu Tucker. Chegou até a levá-lo à Europa de navio em uma das vezes que foi visitar a família. Ele foi o responsável por realizar muitas reformas e adaptações no carro, inclusive trocou o motor e o chassi do Tucker por partes de um Cadillac que ele já possuía. Tempos depois, o carro ficou exposto em uma revendedora de automóveis na Av. São João, no centro de São Paulo.
Em meados de 1957, o carro foi comprado pelo francês Agop Toulekain, um empresário dono de uma loja de calçados que ficou com o carro até 1960, quando utilizou o mesmo como entrada para comprar um sobrado que estava sendo vendido por Orlando Bombarda que permaneceu com o carro até 1962, quando André Matarazzo o encontrou e fez uma proposta para compra. André Matarazzo era cunhado de Roberto Lee. Com a paixão por automóveis antigos que tinham em comum, faziam muitos negócios e trocas de carros entre eles e foi assim que Lee acabou comprando o Tucker de seu cunhado junto com outros 10 veículos. O objetivo, no início, era utilizar as peças do seu chassi de Cadillac para fazer conserto em seus outros carros. Porém, conforme foi trocando cartas com outros colecionadores do mundo, ele acabou conhecendo a história do Tucker e o valor que ele tinha. Desta forma, colocou o carro em lugar de destaque na exposição de seu museu.
Uma curiosidade sobre o Tucker 1035 é que sua cor original é vermelho bordô. Ele foi pintado durante o período em que estava sendo rifado pela Igreja Nossa Senhora Auxiliadora, de azul celeste, mantendo apenas seu teto na cor original. E quando chegou às mãos de Joseph Molitor, ele teve novamente sua cor alterada, sendo pintado de preto e assim permanece até hoje. Sem dúvidas um carro que carrega muitas histórias.

#### Ford Maverick 1973
O Ford Maverick 1973 de placa EP 2789, foi um dos três modelos a participar do 1° Raid da Integração Nacional, evento promovido pela Ford Motor Company no ano de 1973, junto com a Embratur e o extinto DNER. Saíram em caravana o Maverick, um Corcel e uma Belina, modelos que haviam acabado de serem lançados. O roteiro teve início no dia 8 de outubro, na cidade do Chuí, Rio Grande do Sul, para uma aventura rodando todos os estados do país. O encerramento aconteceu em Brasília, totalizando 24 dias de evento e tendo rodado 16.755 km. Após este grande acontecimento, o Maverick foi doado ao Museu Paulista de Antiguidades Mecânicas de Roberto Lee.
Assim como os demais veículos do acervo, em decorrência ao fechamento do museu, ele sofreu frequentes ações de vandalismo, ficando em um estado bastante deteriorado. Em janeiro de 2018, juntaram-se o Maverick Clube do Brasil, o Centro Automotivo Lombardi, o Tio Giuli Garage e a Prefeitura Municipal de Caçapava para trabalharem na Restauração do Maverick. O automóvel foi levado até São Paulo e, em 2020, retornou ao museu com sua restauração quase finalizada.

#### Packard 120 Eight Convertible Sedan
Em novembro de 1968, chegava ao Brasil o Príncipe Philip acompanhado pela Rainha Elizabeth II. A estadia do casal no país durou exatos 11 dias e eles passaram por Recife, Salvador, Brasília, São Paulo, Campinas e Rio de Janeiro.
Enquanto estavam em São Paulo, Roberto Lee emprestou ao Governador do Estado seu Packard 120 Eight Convertible Sedan, na cor bordô, para transportar o príncipe pelas ruas da cidade. A condição imposta por Lee era que ele mesmo fosse o motorista e conduzisse o carro neste momento tão especial. O também colecionar de automóveis e amigo de Lee, Og Pozzoli, já falecido, foi uma das pessoas que presenciaram este acontecimento e guardava boas recordações do dia. Chegou a contar que a primeira-dama do Estado, Dona Maria do Carmo de Abreu Sodré, que também estava no carro, cumprimentou Roberto Lee com um beijo no rosto e o Príncipe questionou se no Brasil era costume cumprimentar os motoristas também, então explicaram a ele que Lee, além de motorista, também era o proprietário o automóvel.

#### Alfa Romeo Grand Prix
Em 1936 ocorreu o “I GP da Cidade de São Paulo”, no bairro paulistano Jardim América, reunindo grandes pilotos de todo o mundo. Infelizmente, foi aí que aconteceu um dos maiores acidentes da história do automobilismo do Brasil, envolvendo a piloto francesa Hellé-Nice e seu Alfa Romeo. Quando já estava em sua última volta, Hellé-Nice perdeu o controle da direção e o Alfa Romeo voou, dando duas voltas no ar e indo em direção ao público que estava acompanhando a corrida nas laterais da pista. A piloto acabou sendo atirada do veículo e caindo em cima de uns dos funcionários de quilometragem da corrida, ficando gravemente ferida. O acidente acabou causando 5 mortes e deixando 35 pessoas feridas. Tempos depois do acidente, quando estava a caminho da cidade de Ouro Preto, Minas Gerais, Roberto Reis encontrou o Alfa Romeo Grand Prix, em um posto de gasolina na beira da estrada, onde parou despretensiosamente para comer um lanche e usar o banheiro. Sua reação foi de espanto com tamanha raridade que havia encontrado e, em seguida, ligou para Roberto Lee que foi na hora buscar o carro, que é um dos destaques do acervo do Museu Paulista de Antiguidades Mecânicas até hoje.